# Alemania en la Copa Mundial de Fútbol de 1938
La Selección de fútbol de Alemania Nazi fue una de las 16 participantes en la Copa Mundial de Fútbol de 1938, que se realizó en Francia. Ha sido una de las peores participaciones históricas teutonas en las copas mundiales, al ser una de las tres veces, junto con la Copa Mundial de 2018 y la Copa Mundial de 2022, en la que no superaron la primera ronda, quedando en el décimo puesto del torneo.
El primer partido de la Copa Mundial se disputó el 4 de junio entre Suiza y Alemania. Los germanos llegaron al Parque de los Príncipes con la vitola de favoritos, más aún cuando el seleccionador Sepp Herberger había sumado nueve jugadores austriacos al bloque que quedó tercero en 1934. Gauchel puso al cuadro teutón por delante, pero los suizos plantaron cara y empataron por mediación de André Abegglen. Sin más goles en el tiempo reglamentario y prórroga, fue necesario un desempate.
Cinco días después, el 9 de junio, el técnico helvético Karl Rappan dispuso sobre el campo un tercer defensa por detrás de los dos habituales, una técnica conocida como «cerrojo». De este modo, Suiza venció por 4–2 y dejó fuera a los alemanes. 4:2.

## Clasificación

### Grupo 1
| Equipo    | Pts | PJ | PG | PE | PP | GF | GC | Dif |
| --------- | --- | -- | -- | -- | -- | -- | -- | --- |
| Alemania  | 6   | 3  | 3  | 0  | 0  | 11 | 1  | 10  |
| Suecia    | 4   | 3  | 2  | 0  | 1  | 11 | 7  | 4   |
| Estonia   | 2   | 3  | 1  | 0  | 2  | 4  | 11 | -7  |
| Finlandia | 0   | 3  | 0  | 0  | 3  | 0  | 7  | -7  |

| Fecha                   | Lugar      |           |                      | Resultado |                     |          |
| ----------------------- | ---------- | --------- | -------------------- | --------- | ------------------- | -------- |
| 29 de junio de 1937     | Helsinki   | Finlandia | Bandera de Finlandia | 0:2 (0:2) | Bandera de Alemania | Alemania |
| 29 de agosto de 1937    | Königsberg | Alemania  | Bandera de Alemania  | 4:1 (0:1) | Bandera de Estonia  | Estonia  |
| 21 de noviembre de 1937 | Hamburgo   | Alemania  | Bandera de Alemania  | 5:0 (2:0) | Bandera de Suecia   | Suecia   |

### Goleadores
| Jugador       | Goles | Minutos | PJ |
| Ernst Lehner  | 3     | 270     | 3  |
| ------------- | ----- | ------- | -- |
| Josef Gauchel | 2     | 90      | 1  |
| Helmut Schön  | 2     | 90      | 1  |
| Otto Siffling | 2     | 180     | 2  |
| Adolf Urban   | 1     | 270     | 2  |
| Fritz Szepan  | 1     | 360     | 3  |

## Jugadores
*Austria formaba parte de Alemania nazi. Ver Anschluss.
*Futbolistas de Austria antes del Anschluss.

## Participación

### Octavos de final
| 4 de junio de 1938, 17:00 | Suiza        | 1:1 (1:1, 1:1) (t. s.) | Alemania    | Parc des Princes, París                                   |                                                           |
|                           | Abegglen 43' | Reporte                | Gauchel 29' | Asistencia: 27 152 espectadores Árbitro(s): Jean Langenus | Asistencia: 27 152 espectadores Árbitro(s): Jean Langenus |

#### Desempate
| 9 de junio de 1938, 18:00                                                     | Suiza                                         | 4:2 (1:2) | Alemania                            | Parc des Princes, París                                 |                                                         |
|                                                                               | Walaschek 42' · Bickel 64' · Abegglen 75' 78' | Reporte   | Hahnemann 8' · Lörtscher 22' (a.g.) | Asistencia: 20 025 espectadores Árbitro(s): Ivan Eklind | Asistencia: 20 025 espectadores Árbitro(s): Ivan Eklind |
| El suizo Ernst Loertscher marcó el segundo autogol de la historia del Mundial |                                               |           |                                     |                                                         |                                                         |

## Estadísticas
| Equipo | Equipo   | Pts | PJ | PG | PE | PP | GF | GC | Dif | Rend |
| ------ | -------- | --- | -- | -- | -- | -- | -- | -- | --- | ---- |
| 9      | Rumania  | 1   | 2  | 0  | 1  | 1  | 4  | 5  | -1  | 25%  |
| 10     | Alemania | 1   | 2  | 0  | 1  | 1  | 3  | 5  | -2  | 25%  |
| 11     | Polonia  | 0   | 1  | 0  | 0  | 1  | 5  | 6  | -1  | 0%   |